# Carl Reinhold Håkansson

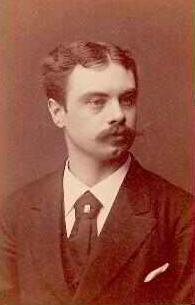
Carl Reinhold Håkansson

Carl Reinhold Håkansson, född 16 juli 1854 i Skedevi församling, död 30 augusti 1891 i Kikondja i Katanga, var en svensk militär och upptäcktsresande i Kongostatens tjänst.
Håkansson var son till bruksinspektoren vid Häfla bruk, Johan Oscar Håkansson och Maria Lovisa Malmqvist. Håkansson avlade studentexamen i Norrköping 1872. Efter ett års studier vid Uppsala universitet antogs han som elev vid Karlberg, varifrån han utexaminerades som löjtnant. Han fick därefter anställning vid Upplands regemente och tjänstgjorde åtskilliga år vid generalstabens topografiska avdelning.

## Första resan till Kongo
Håkansson tjänstgjorde från 1884 till 1887 för Kongoassociationen varefter han återvände till Sverige.

## Deltagande i Delcommunes expedition
År 1890 reste Håkansson åter till Kongo för att delta som ställföreträdande chef vid Alexandre Delcommunes expedition till Katanga. Den 30 augusti 1891 dödades han i strid vid Kikondja.

## Utmärkelser
Håkansson tilldelades Kongostatens Étoile de Service.

## Publikationer
- Håkansson, C. R. (1888). Kristendomen i civilisationens tjenst vid Kongo.. Uppsala: W. Schultz. Libris 1623522